# ديفيد جي. غريغوريان
ديفيد جي. غريغوريان هو لاعب كرة قدم أرميني في مركز الوسط، ولد في 17 يوليو 1989 في يريفان في أرمينيا. شارك مع منتخب أرمينيا لكرة القدم. أما مع النوادي، فقد لعب مع أرارات يريفان ونادي ميكا.

## وصلات خارجية
- ديفيد جي. غريغوريان على موقع قاعدة بيانات كرة القدم.إي يو (الإنجليزية)
- ديفيد جي. غريغوريان على موقع ناشيونال فوتبول تيمز (الإنجليزية)
- ديفيد جي. غريغوريان على موقع Soccerway.com (الإنجليزية)